# Becker (telessérie)
Becker é  uma série de televisão estadunidense, exibida originalmente pela rede CBS entre 1998 e 2004. O programa era estrelado por Ted Danson no papel-título, Dr. John Becker, e se passava no bairro do Bronx, Nova Iorque, onde Becker trabalhava.

## Elenco
- Ted Danson como Dr. John Becker
- Terry Farrell como Regina "Reggie" Kostas
- Hattie Winston como Margaret Wyborn
- Shawnee Smith como Linda
- Alex Désert como Jake Malinak
- Saverio Guerra como Bob
- Nancy Travis como Chris Connor
- Jorge Garcia como Hector Lopez